# Muelleranthus trifoliolatus
Muelleranthus trifoliolatus là một loài thực vật có hoa trong họ Đậu. Loài này được (F.Muell.) A.T.Lee miêu tả khoa học đầu tiên.